# هجوم فيينا 2020
في مساء 2 نوفمبر 2020، وقعت حوادث إطلاق النار في العاصمة النمساوية فيينا. نتيجة لهذه الهجمات قُتل 5 أشخاص على الأقل، منهم أحد المهاجمين، والذي كان يحمل بندقية آلية وحزامًا ناسفًا مزيفًا. وأصيب عدد آخر، من بينهم رجل شرطة. بدأت الهجمات في شفيدنبلاتس، أحد ميادين العاصمة، في الساعة 20:00 بالتوقيت المحلي، قبل ساعات من تفعيل قيود جديدة للحد من انتشار فيروس كورونا. وذكرت الشرطة أن الهجمات وقعت في 6 مواقع، وكان المهاجمون مسلحين ببنادق.
صرح وزير الداخلية كارل نيهامر بأنه يعتقد أن الهجوم هو عمل إرهابي. ووصف المستشار سيباستيان كورتس الهجوم بأنه عمل إرهابي بغيض. أعلنت السلطات الحداد الوطني 3 أيام، حتى يوم 5 نوفمبر. في يوم 4 نوفمبر أعلن تنظيم الدولة الإسلامية (داعش) عن تبنيه للهجوم.

## الهجوم والملاحقة
وقع الهجوم بالقرب من كنيس فيينا الرئيسي، والذي كان مغلقًا وقت الهجوم، ومن غير الواضح ما إذا كان الكنيس مستهدفًا. أظهر مقطع فيديو أحد المهاجمين مرتديًا رداءً أبيض ويحمل بندقية آلية وهو يطلق النار على أحد الشبان ثم يمضي في اتجاه ما ويعود مطلقًا النار مرة أخرى بمسدس على نفس الشاب الذي كان قد طرح أرضًا بعد الإطلاق الأول.
ذكر وزير الداخلية أن نمساويين من أصول مهاجرة نقلوا الشرطي المصاب إلى مكان آمن. كان هؤلاء الأشخاص تركيين اثنين وفلسطيني الأصل. شكر السفير التركي في النمسا مواطني بلاده على تصرفهما، كما اتصل بهما وشكرهما الرئيس التركي رجب طيب أردوغان. ومُنح الشاب الفلسطيني شارة تقديرية من الشرطة.
وقع في الهجوم 4 ضحايا، بالإضافة لأحد المهاجمين، الضحايا امرأتان ورجلان، وإحدى الامرأتين تحمل الجنسية الألمانية. كما أصيب 22 شخصًا.
أعلن المستشار النمساوي نشر قوات الجيش في العاصمة لحماية المنشآت العامة بهدف مساعدة قوات الشرطة، بينما تستمر هذه القوات في ملاحقة المهاجمين، مدعومة بوحداث خاصة، بالتحديد وحدتي كوبرا وفيجا التابعتين للداخلية النمساوية، كما شاركت طائرات مروحية في أعمال البحث، وأقيمت حواجز في العاصمة وإجراءات تفتيش على الحدود. ذكر وزير الداخلية أن مسلحًا واحدًا على الأقل لا يزال طليقًا. وطُلب من المواطنين عدم مغادرة منازلهم والامتناع عن مشاركة صور وفيديوهات حول الهجمات. وصرح وزير الداخلية كارل نيهامر أنه يمكن للمواطنين رفع صور وفيديوهات تفيد في التحقيق على منصة تابعة للوزارة.
كذلك أعفي الطلاب من الذهاب إلى المدارس في اليوم التالي للهجوم. كما أغلقت جامعة فيينا مبانيها في وسط المدينة وطلبت من العاملين ممارسة أعمالهم من المنزل.
بعد ساعات من الهجوم، ذكر وزير الداخلية أن أحد المهاجمين من المتعاطفين مع تنظيم داعش. وقد حكم عليه بالسجن 22 شهرًا بعد أن حاول السفر إلى سوريا للانضمام لتنظيم داعش، لكنه حصل على إفراج مشروط في ديسمبر 2019، وهو يحمل الجنسيتين النمساوية والمقدونية الشمالية وبلغ من العمر 20 عامًا. اقتحمت الشرطة شقة المهاجم القتيل كما أوقفت 14 شخصًا على علاقة بالتحقيق.
وضعت السلطات ووسائل الإعلام احتمالًا لوجود أكثر من مهاجم نفذوا هذا الهجوم، إلا أن وزارة الداخلية صرحت في وقت لاحق بأن المنفذ هو شخص واحد، وذلك بعد مراجعة عدد من مقاطع الفيديو. وشكلت السلطات النمساوية لجنة تحقيق مستقلة حول الحادب، إذ تبين أن أجهزة الأمن السلوفاكية كانت قد أطلعت نظيرتها النمساوية على محاولة المهاجم القتيل شراء أسلحة من سلوفاكيا.

## ردود الفعل
بدأت التشيك عمليات تفتيش على للسيارات على الحدود في إجراء احترازي وفقًا للمتحدث باسم الشرطة التشيكية. وأعلنت الشرطة الألمانية تعزيز إجراءات التفتيش على الحدود مع النمسا ووصفت ذلك بالأولوية التكتيكية. أعربت فرنسا وألمانيا وهولندا والمملكة المتحدة عن تضامنهم.
في مقابلة مع صحيفة دي فيلت الألمانية، ذكر المستشار النمساوي سيباستيان كورتس أن على الاتحاد الأوروبي التركيز أكثر في المستقبل على مشكلة الإسلام السياسي. وقال أيضًا «أتوقع نهاية التسامح الذي يفهم بشكل خاطئ، وإدراكًا من كل الدول الأوروبية للخطر الذي تشكله آيديولوجية الإسلام السياسي على حريتنا ونموذج العيش الأوروبي».